# Знаки почтовой оплаты СССР (1963)
Зна́ки почто́вой опла́ты СССР (1963) — перечень (каталог) знаков почтовой оплаты (почтовых марок), введённых в обращение дирекцией по изданию и экспедированию знаков почтовой оплаты Министерства связи СССР в 1963 году.

## Список коммеморативных (памятных) марок
Порядок следования элементов в таблице соответствует номеру по каталогу марок СССР (ЦФА), в скобках приведены номера по каталогу «Михель».
| № по каталогу                                                         | Изображение | Описание и источники                                                                                               | Номинал                  | Дата выпуска         | Тираж     | Художник                                |
| --------------------------------------------------------------------- | ----------- | --- | ------------------------ | -------------------- | --------- | --------------------------------------- |
| (ЦФА [АО «Марка»] № 2893) (Mi #2773B)                                 |             | Серия «III Спартакиада народов СССР»: - Велосипедный спорт.                                                        | 0,03 руб.                | 27 июня 1963 года    | 500 000   | Л. Завьялов                             |
| (ЦФА [АО «Марка»] № 2894) (Mi #2774B)                                 |             | Серия «III Спартакиада народов СССР»: - Прыжки в длину.                                                            | 0,04 руб.                | 27 июня 1963 года    | 500 000   | Л. Завьялов                             |
| (ЦФА [АО «Марка»] № 2895) (Mi #2775B)                                 |             | Серия «III Спартакиада народов СССР»: - Плавание.                                                                  | 0,06 руб.                | 27 июня 1963 года    | 500 000   | Л. Завьялов                             |
| (ЦФА [АО «Марка»] № 2896) (Mi #2776B)                                 |             | Серия «III Спартакиада народов СССР»: - Баскетбол.                                                                 | 0,12 руб.                | 27 июня 1963 года    | 500 000   | Л. Завьялов                             |
| (ЦФА [АО «Марка»] № 2897) (Mi #2777B)                                 |             | Серия «III Спартакиада народов СССР»: - Футбол.                                                                    | 0,16 руб.                | 27 июня 1963 года    | 500 000   | Л. Завьялов                             |
| (ЦФА [АО «Марка»] № 2898) (Mi #2773A)                                 |             | Серия «III Спартакиада народов СССР»: - Велосипедный спорт.                                                        | 0,03 руб.                | 27 июля 1963 года    | 4 500 000 | Л. Завьялов                             |
| (ЦФА [АО «Марка»] № 2899) (Mi #2774A)                                 |             | Серия «III Спартакиада народов СССР»: - Прыжки в длину.                                                            | 0,04 руб.                | 27 июля 1963 года    | 4 500 000 | Л. Завьялов                             |
| (ЦФА [АО «Марка»] № 2900) (Mi #2775A)                                 |             | Серия «III Спартакиада народов СССР»: - Плавание.                                                                  | 0,06 руб.                | 27 июля 1963 года    | 4 500 000 | Л. Завьялов                             |
| (ЦФА [АО «Марка»] № 2901) (Mi #2776A)                                 |             | Серия «III Спартакиада народов СССР»: - Баскетбол.                                                                 | 0,12 руб.                | 27 июля 1963 года    | 2 500 000 | Л. Завьялов                             |
| (ЦФА [АО «Марка»] № 2902) (Mi #2777A)                                 |             | Серия «III Спартакиада народов СССР»: - Футбол.                                                                    | 0,16 руб.                | 27 июля 1963 года    | 2 500 000 | Л. Завьялов                             |
| (ЦФА [АО «Марка»] № 2903) (Mi #2842) (Mi #2843) (Mi #2844) (Mi #2845) |             | Почтовый блок серии «III Спартакиада народов СССР»: - Велосипедный спорт; - Прыжки в длину; - Баскетбол; - Футбол. | 0,03 0,04 0,12 0,16 руб. | 22 декабря 1963 года | 500 000   | Л. Завьялов, оформление Абрам Шмидштейн |
| (ЦФА [АО «Марка»] № 2965) (Mi #2838)                                  |             | «С Новым, 1964 годом!»: - Ёлка и звезда.                                                                           | 0,04 руб.                | 20 декабря 1963 года | 2 000 000 | Сергей Поманский                        |
| (ЦФА [АО «Марка»] № 2966) (Mi #2839)                                  |             | «С Новым, 1964 годом!»: - Ёлка и звезда.                                                                           | 0,06 руб.                | 20 декабря 1963 года | 2 000 000 | Сергей Поманский                        |
| (ЦФА [АО «Марка»] № 2967) (Mi #2837)                                  |             | «С Новым, 1964 годом!»: - Ёлка на фоне Останкинской телебашни.                                                     | 0,06 руб.                | 12 декабря 1963 года | 4 000 000 | Юрий Ряховский                          |

## Комментарии
1. ↑  Ниже приведён перечень памятных художественных марок (с возможностью сортировки по номиналу, тиражу и дате введения в обращение).
2. ↑  Серия «III Спартакиада народов СССР»: велосипедный спорт, многоцветная. Офсетная печать, без зубцов. В марочных листах по 25 (5×5) марок[2][6][7].
3. ↑  Серия «III Спартакиада народов СССР»: прыжки в длину, многоцветная. Офсетная печать, без зубцов. В марочных листах по 25 (5×5) марок[2][6][7].
4. ↑  Серия «III Спартакиада народов СССР»: плавание, многоцветная. Офсетная печать, без зубцов. В марочных листах по 25 (5×5) марок[2][6][7].
5. ↑  Серия «III Спартакиада народов СССР»: баскетбол, многоцветная. Офсетная печать, без зубцов. В марочных листах по 25 (5×5) марок[2][6][7].
6. ↑  Серия «III Спартакиада народов СССР»: футбол, многоцветная. Офсетная печать, без зубцов. В марочных листах по 25 (5×5) марок[2][6][7].
7. ↑  Серия «III Спартакиада народов СССР»: велосипедный спорт, многоцветная. Офсетная печать, перфорирована: комбинированная гребенчатая зубцовка 12½:12 (на каждые 2 сантиметра края марки приходится 12½:12 зубцов). В марочных листах по 25 (5×5) марок[2][6][9].
8. ↑  Серия «III Спартакиада народов СССР»: прыжки в длину, многоцветная. Офсетная печать, перфорирована: комбинированная гребенчатая зубцовка 12½:12 (на каждые 2 сантиметра края марки приходится 12½:12 зубцов). В марочных листах по 25 (5×5) марок[2][6][9].
9. ↑  Серия «III Спартакиада народов СССР»: плавание, многоцветная. Офсетная печать, перфорирована: комбинированная гребенчатая зубцовка 12:12½ (на каждые 2 сантиметра края марки приходится 12:12½ зубцов). В марочных листах по 25 (5×5) марок[2][6][9].
10. ↑  Серия «III Спартакиада народов СССР»: баскетбол, многоцветная. Офсетная печать, перфорирована: комбинированная гребенчатая зубцовка 12½:12 (на каждые 2 сантиметра края марки приходится 12½:12 зубцов). В марочных листах по 25 (5×5) марок[2][6][9].
11. ↑  Серия «III Спартакиада народов СССР»: футбол, многоцветная. Офсетная печать, перфорирована: комбинированная гребенчатая зубцовка 12½:12 (на каждые 2 сантиметра края марки приходится 12½:12 зубцов). В марочных листах по 25 (5×5) марок[2][6][9].
12. ↑  Серия «III Спартакиада народов СССР»: почтовый блок, многоцветная. В блоке марки  (ЦФА [АО «Марка»] № 2893)  (Mi #2842),  (ЦФА [АО «Марка»] № 2894)  (Mi #2843),  (ЦФА [АО «Марка»] № 2896)  (Mi #2844),  (ЦФА [АО «Марка»] № 2897)  (Mi #2845) с изменённым цветом. Офсетная печать на мелованной бумаге, без зубцов[2][6][7].
13. ↑  Новогодняя марка «С Новым, 1964 годом!»: на марке  (ЦФА [АО «Марка»] № 2965) — звезда на фоне ёлки, светло-красная, тёмно-зелёная, серо-синяя. Глубокая печать с рельефным тиснением, перфорирована: рамочная зубцовка 11½ (на каждые 2 сантиметра края марки приходится 11½ зубцов). В марочных листах 50 (10×5)[2][10][11].
14. ↑  Новогодняя марка «С Новым, 1964 годом!»: на марке  (ЦФА [АО «Марка»] № 2966) — звезда на фоне ёлки, алая (люминесцентная), тёмно-зелёная, серо-синяя. Глубокая печать с рельефным тиснением, перфорирована: рамочная зубцовка 11½ (на каждые 2 сантиметра края марки приходится 11½ зубцов). В марочных листах 50 (10×5)[2][10][11].
15. ↑  Новогодняя марка «С Новым, 1964 годом!»: на многоцветной марке  (ЦФА [АО «Марка»] № 2967) — ёлка на фоне Останкинской телебашни. Офсетная печать, перфорирована: комбинированная гребенчатая зубцовка 12:12½ (на каждые 2 сантиметра края марки приходится 12:12½ зубцов). В марочных листах 25 (5×5)[2][10][11].